# Världscupen i skidskytte 2004/2005
Världscupen i skidskytte 2004/2005 avgjordes på nio olika orter runtom i världen. Säsongen inleddes i Beitostølen, Norge och avslutades i Chanty-Mansijsk, Ryssland.

## Herrar
Den enda svenska världscupssegern för säsongen kom i stafetten i Oberhof.
| Ort                | Disciplin | Segrare               |
| ------------------ | --------- | --------------------- |
| Beitostølen        | sprint    | Ole Einar Bjørndalen  |
| Beitostølen        | jaktstart | Sven Fischer          |
| Beitostølen        | stafett   | Norge                 |
| Holmenkollen       | distans   | Sven Fischer          |
| Holmenkollen       | sprint    | Ole Einar Bjørndalen  |
| Holmenkollen       | masstart  | Sven Fischer          |
| Östersund          | sprint    | Stian Eckhoff         |
| Östersund          | jaktstart | Egil Gjelland         |
| Östersund          | masstart  | Raphaël Poirée        |
| Oberhof            | stafett   | Sverige               |
| Oberhof            | sprint    | Sven Fischer          |
| Oberhof            | jaktstart | Raphaël Poirée        |
| Ruhpolding         | stafett   | Norge                 |
| Ruhpolding         | sprint    | Ole Einar Bjørndalen  |
| Ruhpolding         | jaktstart | Ole Einar Bjørndalen  |
| Antholz            | distans   | Ole Einar Bjørndalen  |
| Antholz            | sprint    | Ole Einar Bjørndalen  |
| Antholz            | jaktstart | Ole Einar Bjørndalen  |
| Cesana San Sicario | distans   | Michael Greis         |
| Cesana San Sicario | sprint    | Sergej Rosjkov        |
| Cesana San Sicario | stafett   | Norge                 |
| Pokljuka           | sprint    | Aleksandr Syman       |
| Pokljuka           | jaktstart | Nikolaj Kruglov       |
| Pokljuka           | masstart  | Ole Einar Bjørndalen  |
| Hochfilzen (VM)    | sprint    | Ole Einar Bjørndalen  |
| Hochfilzen (VM)    | jaktstart | Ole Einar Bjørndalen  |
| Hochfilzen (VM)    | distans   | Roman Dostal          |
| Hochfilzen (VM)    | stafett   | Norge                 |
| Hochfilzen (VM)    | masstart  | Ole Einar Bjørndalen  |
| Chanty-Mansijsk    | sprint    | Sven Fischer Tyskland |
| Chanty-Mansijsk    | jaktstart | Ole Einar Bjørndalen  |
| Chanty-Mansijsk    | masstart  | Raphaël Poirée        |

### Slutställning
Bästa svensk blev Carl Johan Bergman som kom på fjortonde plats.
| Placering | Namn                 | Nation    | Poäng |
| --------- | -------------------- | --------- | ----- |
| 1         | Ole Einar Bjørndalen | Norge     | 923   |
| 2         | Sven Fischer         | Tyskland  | 912   |
| 3         | Raphaël Poirée       | Frankrike | 869   |
| 4         | Sergej Tjepikov      | Ryssland  | 672   |
| 5         | Sergej Rosjkov       | Ryssland  | 656   |
| 6         | Ricco Groß           | Tyskland  | 645   |
| 7         | Vincent Defrasne     | Frankrike | 625   |
| 8         | Nikolaj Kruglov      | Ryssland  | 603   |
| 9         | Michael Greis        | Tyskland  | 594   |
| 10        | Stian Eckhoff        | Norge     | 579   |

### Alla cuper
| Disciplin    | Etta                 | Tvåa                 | Trea           |
| Totalt       | Ole Einar Bjørndalen | Sven Fischer         | Raphaël Poirée |
| Masstart     | Raphaël Poirée       | Ole Einar Bjørndalen | Sven Fischer   |
| Sprint       | Ole Einar Bjørndalen | Sven Fischer         | Raphaël Poirée |
| Jaktstart    | Sven Fischer         | Ole Einar Bjørndalen | Raphaël Poirée |
| Distans      | Michael Greis        | Ole Einar Bjørndalen | Sven Fischer   |
| Stafett      | Norge                | Tyskland             | Ryssland       |
| Nationscupen | Norge                | Tyskland             | Ryssland       |

## Damer
| Ort                | Disciplin   | Segrare                          |
| ------------------ | ----------- | -------------------------------- |
| Beitostølen        | sprint      | Uschi Disl                       |
| Beitostølen        | jaktstart   | Uschi Disl                       |
| Beitostølen        | stafett     | Ryssland                         |
| Holmenkollen       | distans     | Martina Glagow                   |
| Holmenkollen       | sprint      | Olga Zajtseva                    |
| Holmenkollen       | masstart    | Sandrine Bailly                  |
| Östersund          | sprint      | Sandrine Bailly                  |
| Östersund          | jaktstart   | Olga Zajtseva                    |
| Östersund          | masstart    | Liv Grete Poirée                 |
| Oberhof            | stafett     | Tyskland                         |
| Oberhof            | sprint      | Linda Tjørhom                    |
| Oberhof            | jaktstart   | Uschi Disl                       |
| Ruhpolding         | stafett     | Ryssland                         |
| Ruhpolding         | sprint      | Olga Pyljova Svetlana Tjernusova |
| Ruhpolding         | jaktstart   | Olga Pyljova                     |
| Antholz            | distans     | Olena Zubrilova                  |
| Antholz            | sprint      | Kati Wilhelm                     |
| Antholz            | jaktstart   | Sandrine Bailly                  |
| Cesana San Sicario | individuell | Anna Bogali-Titovets             |
| Cesana San Sicario | sprint      | Kati Wilhelm                     |
| Cesana San Sicario | stafett     | Ryssland                         |
| Pokljuka           | sprint      | Sandrine Bailly                  |
| Pokljuka           | jaktstart   | Sandrine Bailly                  |
| Pokljuka           | masstart    | Sandrine Bailly                  |
| Hochfilzen (VM)    | sprint      | Uschi Disl                       |
| Hochfilzen (VM)    | jaktstart   | Uschi Disl                       |
| Hochfilzen (VM)    | distans     | Andrea Henkel                    |
| Hochfilzen (VM)    | stafett     | Ryssland                         |
| Hochfilzen (VM)    | masstart    | Gro Marit Istad-Kristiansen      |
| Chanty-Mansijsk    | sprint      | Katrin Apel                      |
| Chanty-Mansijsk    | jaktstart   | Kati Wilhelm                     |
| Chanty-Mansijsk    | masstart    | Olga Zajtseva                    |

### Slutställning
| Placering | Namn                | Nation    | Poäng |
| --------- | ------------------- | --------- | ----- |
| 1         | Sandrine Bailly     | Frankrike | 847   |
| 2         | Kati Wilhelm        | Tyskland  | 833   |
| 3         | Olga Pyljova        | Ryssland  | 830   |
| 4         | Olga Zajtseva       | Ryssland  | 752   |
| 5         | Uschi Disl          | Tyskland  | 659   |
| 6         | Liu Xianying        | Kina      | 627   |
| 7         | Olena Zubrilova     | Belarus   | 557   |
| 8         | Katrin Apel         | Tyskland  | 523   |
| 9         | Linda Tjørhom       | Norge     | 490   |
| 10        | Anna Carin Olofsson | Sverige   | 474   |

### Alla cuper
| Disciplin    | Etta            | Tvåa            | Trea                 |
| Totalt       | Sandrine Bailly | Kati Wilhelm    | Olga Pyljova         |
| Masstart     | Olga Zajtseva   | Olga Pyljova    | Kati Wilhelm         |
| Sprint       | Kati Wilhelm    | Sandrine Bailly | Olga Zajtseva        |
| Jaktstart    | Sandrine Bailly | Olga Pyljova    | Olga Zajtseva        |
| Distans      | Olga Pyljova    | Martina Glagow  | Svetlana Isjmuratova |
| Stafett      | Ryssland        | Tyskland        | Norge                |
| Nationscupen | Ryssland        | Tyskland        | Norge                |

### Fotnoter
1. ↑  ”Events 2004/2005” (på engelska). Ukrainas skidskytteförbund. http://www.biathlon.com.ua/calendar.php?lang=eng&id=156. Läst 11 september 2017.